# Нелидовка
Нелидовка — река в России, протекает в Варнавинском районе Нижегородской области. Устье реки находится в 251 км по левому берегу реки Ветлуги. Длина реки составляет 22 км, площадь водосборного бассейна 58,8 км².
Исток реки находится в лесном массиве в 12 км к юго-востоку от посёлка Варнавино. Река течёт на запад по ненаселённому лесу, впадает в Ветлугу напротив села Богородское.

## Данные водного реестра
По данным государственного водного реестра России относится к Верхневолжскому бассейновому округу, водохозяйственный участок реки — Ветлуга от города Ветлуга и до устья, речной подбассейн реки — Волга от впадения Оки до Куйбышевского водохранилища (без бассейна Суры). Речной бассейн реки — (Верхняя) Волга до Куйбышевского водохранилища (без бассейна Оки).
По данным геоинформационной системы водохозяйственного районирования территории РФ, подготовленной Федеральным агентством водных ресурсов:
- Код водного объекта в государственном водном реестре — 08010400212110000042918
- Код по гидрологической изученности (ГИ) — 110004291
- Код бассейна — 08.01.04.002
- Номер тома по ГИ — 10
- Выпуск по ГИ — 0